# Ильин, Вадим Григорьевич
Вадим Григорьевич Ильин (5 января 1942, Киев — 21 октября 2024) — украинский советский композитор. Заслуженный деятель искусств Украинской ССР (1989).

## Биография
Родился 5 января 1942 года в Киеве. В 1958 году окончил Киевскую специальную музыкальную школу им. Н. В. Лысенко при Киевской консерватории. Занимался концертно-гастрольной деятельностью, работал аранжировщиком.
1959 — саксофонист ансамбля «В гостях — Тбилисская эстрада» (Тбилиси).
1960 — музыкальный руководитель ансамбля «Группа „Цирк на сцене“ № 5» (Киев).
1962 — пианист эстрадного оркестра «Днепр» (Киев).
1963 — 2-й дирижёр оркестра «Балет на льду» (Киев).
1963—1964 — руководитель эстрадного оркестра Киевского медицинского института.
1964—1969 — художественный руководитель джаз-квартета киевского джаз-клуба (Киев).
1966—1967 — художественный руководитель эстрадного оркестра Октябрьского Дворца культуры в Киеве.
1970—1971 — художественный руководитель ансамбля Юрия Гуляева (Киев).
1971—1972 — художественный руководитель женского ансамбля «Мечта» (Киев).
В 1971 году окончил Киевскую консерваторию им. Чайковского по классу композиции (проф. Мирослав Скорик).
С 1972 года — Член Союза композиторов СССР (с 1991 — Союза композиторов Украины, с 2008 — Союза композиторов Российской Федерации).
В 1991—2007 годах жил в Израиле. Последние годы жил в Москве.
Умер 21 октября 2024 года после тяжёлой и продолжительной болезни в возрасте 82 лет.

## Творчество
Значительное место в его творчестве занимают произведения симфонического и камерно-инструментального жанра, для музыкальных театров и песни, лучшие и самые известные из которых: «Колодезный журавль», «Эхо в горах», «Счастье», «Звездный час», «Снег», «О, синяя даль», «Два окна», «Если в небе солнце светит», «Уроки музыки», «Ты лети, шар земной».
Среди популярных исполнителей его песен такие имена, как Иосиф Кобзон, София Ротару, Лев Лещенко, Валерий Леонтьев, Людмила Сенчина, Валентина Толкунова, Юрий Богатиков, Юрий Гуляев, Эдуард Хиль, Ксения Георгиади, Николай Гнатюк, Виктор Шпортько, Виталий Белоножко, Наталья Рожкова, Татьяна Кочергина и др.
Основной и любимый жанр — мюзикл. Первой работой был мюзикл по пьесе А. Арбузова «В этом милом старом доме», «Поздняя серенада» (премьера в Одессе 1976 г.) Опера «Гром с Путивля» (премьера состоялась в январе 1981 года в Днепропетровском театре оперы и балета, где прошла несколько сезонов, также была поставлена в Киевском театре оперы и балета им. Шевченко).
Героико-романтический спектакль «Товарищ Любовь» по пьесе К. Тренева «Любовь Яровая» прошёл на сцене Московского театра оперетты много сезонов и был отмечен премией за создание лучшего музыкально-театрального произведения к 60-летию Октябрьской революции.
В музыкальных театрах России и других постсоветских стран были поставлены такие работы, как «Моя жена-лгунья», «За двумя зайцами», «Сочинение на тему о любви», «Эсмеральда» и др.
Член Израильской лиги композиторов с 1997 года. В Израиле им был написан ряд сочинений, преимущественно симфонического характера:
- «Концерт для виолончели с оркестром» 1994 г. (премьера 1996 Music Fest Киев).
- «Реквием для струнных» 1998 г.(мировая премьера оркестр «Иерусалимская камерата» 1999, Иерусалим).
- «Концерт для контрабаса и камерного оркестра» 1997 г. (премьера 1997 Music Fest Киев).
- «Серенада для струнных с оркестром» 1999 г.

Автор балета, симфоний, а также музыки к театральным спектаклям, телепередачам, мультипликационным и художественным фильмам: «Там вдали, за рекой» (1975), «Место спринтера вакантно» (1976), «Пирог со смеяникой» (1980), «День везения» (1983), «Сказка о карасях, зайце и бубликах» (1984) и другим.

## Награды и звания
Лауреат фестивалей «Лучшая песня года» Песня-78 и Песня-79, лауреат музыкального фестиваля «Крымские зори» (Ялта, 1983) за лучшую новую советскую песню «Счастье».
Заслуженный деятель искусств УССР (1989).

## Издания сочинений
- Поздняя серенада, или Мама! Папа решил жениться : Мюзикл в 2 частях по пьесе А. Арбузова «В этом милом старом доме» / Либретто и стихи Ю. Рыбчинского ; Муз. В. Ильина ; Отв. ред. М. Генералова ; Бюро распространения драматических произведений и информационно-рекламных материалов ВААП. — Москва : [б. и.], 1978. — 69 с. ; 28 см.

- Товарищ Любовь : Героико-романтический музыкальный спектакль в 2 действиях по мотивам пьесы К. Тренёва «Любовь Яровая» / Либретто Ю. Рыбчинского ; Муз. В. Ильина ; Отв. ред. М. Генералова ; Бюро распространения драматических произведений и информационно-рекламных материалов ВААП. — Москва : [б. и.], 1978. — 78 л. ; 28 см.

- Песни : Для пения (соло, ансамбль, хор) с сопровождением фортепиано. — Киев : Муз. Украина, 1975. — 36 с.

- Песни : Для пения (соло, хор) с сопровождением фортепиано. — Киев : Муз. Украина, 1984. — 64 с.

- Да — миру на Земле : Сборник песен: Для пения (соло, ансамбль) с сопровождением фортепиано. — Киев : Муз. Украина, 1988. — 80 с.